# ゾッド星島
ゾッド星島（ゾッドほしじま、Zod Hoshijima）は、日本のベーシスト。聖飢魔IIの初代ベーシストである。本名：星島裕樹。

## 来歴

### 聖飢魔IIとして
聖飢魔II結成から1986年までベーシストとして参加。大柄な体躯で鎌型ベースや蠍型ベース、斧型ベースを扱い、黒ミサの場で暴れ回る、聖飢魔II一番の凶暴者。「彼の半径2m以内は立入禁止」とも言われていた。夕やけニャンニャン出演時などには旗手も務めた。特徴は長い髪と歌舞伎の隈取のような顔の模様、腰の後ろにつけている動物の尻尾を模した飾り。戦闘服やベースなどは自作である。
1986年に聖飢魔IIを「悪魔事異動」及び「自信喪失」の理由で脱退するが、自身は「もう未練たらったら」だったようで、その後も10回以上ミサに乱入していた。乱入してきては「ゾッドだぁ」と吼えるのがお約束となっており、この一言は信者達の間で名台詞になっている（ちなみにこの一言の後に「ぶっ殺してやる！」と続くパターンもあった）。
地球デビュー10周年を記念して1995年8月に行われたミサ『THE SATAN ALL STARS』では、新たに製作した蠍型ベースを携えて「怪奇植物」演奏の際に乱入、イントロのベースを奏でた。この時使っていた蠍型ベースは「非常に毒の有るベースで吾輩も気に入っている」と自身がコメントしている。また、1999年12月30日に行われた『THE ULTIMATE BLACK MASS』の二日目『THE SATAN ALL STARS' DAY』では、「DEMON'S NIGHT」演奏の際に登場し、イントロのベースを奏でる。そしてその日の最後の「JACK THE RIPPER」では、曲の終盤でベースラインをゼノン石川が演奏していたため、自身の演奏を放棄し、斧型ベースを地面に叩きつけて破壊した。ちなみに、この時ゾッドが破壊した斧型ベースの鎌の形をしたネック部分は、後に期間限定再集結ミサで小道具として使われている。
2005年12月26日に行われた聖飢魔II地球デビュー20周年ミサの最終日で、「蝋人形の館」演奏開始直後に新しい斧型ベースを携えて乱入。戦闘服も新しくなり、「鎌（鎌＆斧形ベース）も直った！」と御機嫌なようだったが、デーモン閣下に「もう暫く使わないよ。」と言われてしまった。ちなみに、この時着ていた新しい戦闘服はゾッドが自分で製作したものだという。
2022年に発布された大教典『BLOODIEST』にコーラスとして参加した。

### 聖飢魔II以外の活動
悪魔事異動（脱退）後の1987年、所属レコード会社でもあったCBS・ソニーレコードに入社、A&RディレクターやライブハウスZeppの支配人、アニプレックスやエピックレコードジャパンのプロデューサーなどを務めた。現在は独立し、株式会社ゼウス・エンタテインメント、合同会社スターアイランド音楽出版の代表となる。
2005年11月9日に、初のソロアルバム「メタル・ローズ」を発売した。この発売のきっかけとなったのがソニー時代から彼と交流があり、退職後にTRASH RECORDを立ち上げたサテュロス丸沢。彼との飲み会で聖飢魔II時代の話をしていく中で音楽魂に火がつき、「ゾッドの音を作る」という目的で制作されたという。
2003年頃より、かまし連発に参加（名義は本名の星島裕樹）。このバンドには同じく聖飢魔IIの元構成員であるジード飯島大将も「奥様のご許可が降りればいつでもOK」と参加している。ちなみに、ゾッド星島が加入する前はゼノン石川和尚（石川俊介）がベーシストとしてこのバンドに在籍していた（「かまし連発」のホームページより）。

## エピソード
- 聖飢魔IIが正式デビュー前はグレート星島であった。
- 元地獄最高審問官閻魔だが、聖飢魔IIを離れてからは再就任しているらしい。
- ベース演奏は、聖飢魔IIのベーシスト（ゾッドの後任）であるゼノン石川から教えてもらった。
- 地球デビューして間もない頃、あるミサで一通り演奏を終えて舞台から退出しアンコールで再び出てくるまでの間に、舞台に置いていた自分のピックをすべて盗まれたことがあるという。「デモ・タカ ビデオジャム」で司会を務めた中村貴子はこの事件が起きたミサに参加しており、後に「デモ・タカ ビデオジャム」に聖飢魔IIが出演した際にこの時のことを語っていた。この事件については「激闘録 ひとでなし」でも語られている。
- 聖飢魔IIを脱退する事になった時、ゾッドは「その時の思いを伝えたい」と自分の後任であるゼノン石川に自分の顔と同じ模様のメイクを施した。その時彼は知らなかったが、デーモン小暮はその光景を見て泣いていた[2]。
- 帝拳の練習生で、プロボクサーの五十嵐俊幸とは知人。五十嵐はこの縁で聖飢魔IIのファンとなり、後に聖飢魔IIの曲を入場曲に使うようになったという。
- ツイッター上で、ウィキペディア日本語版上での自身のプロフィールの間違いを指摘したことがある[6]。